# Encyclopedia of Philosophy

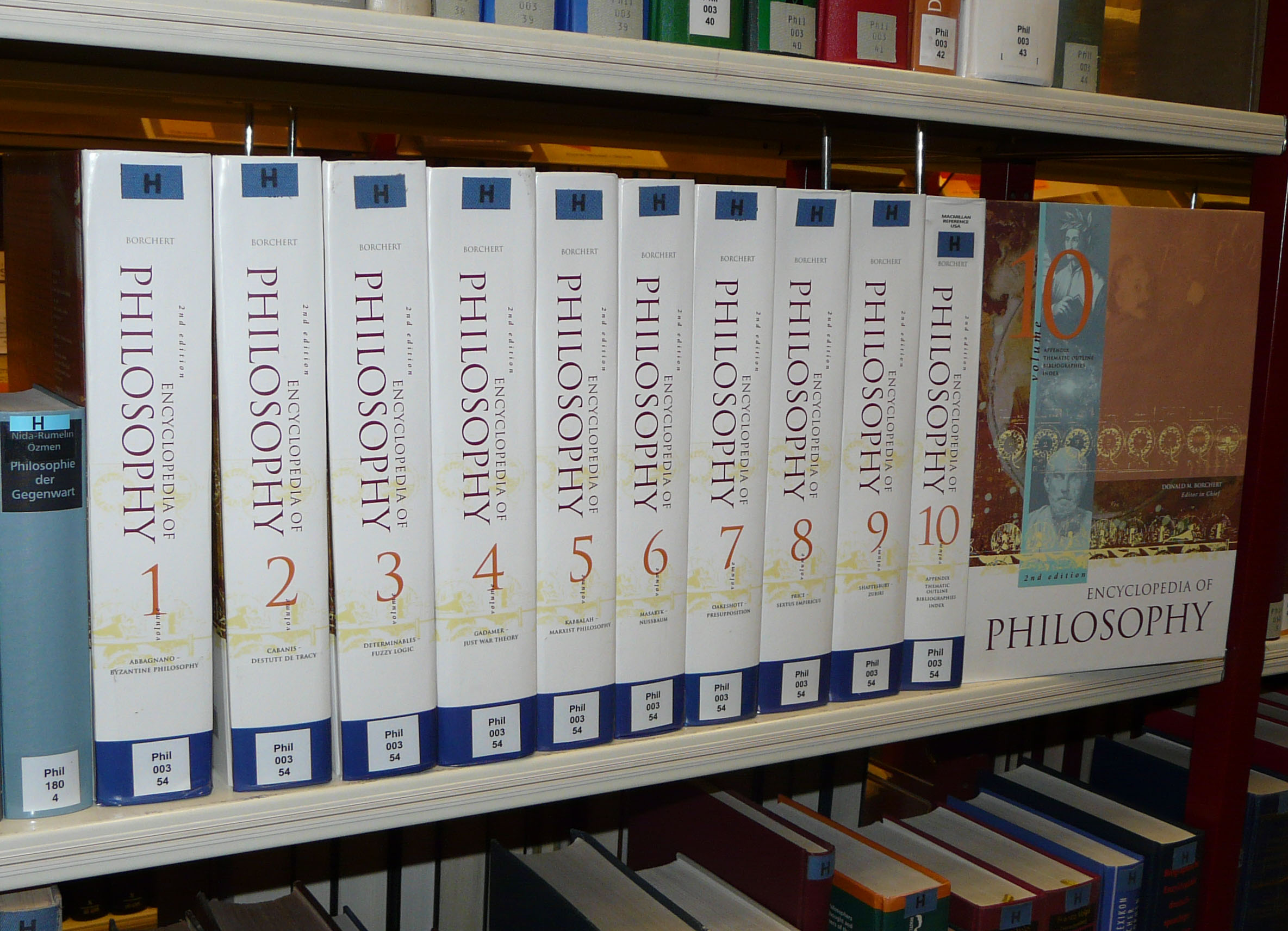
10-bändige Auflage von D. M. Borchert

Die Encyclopedia of Philosophy (EoP) ist eines der wichtigsten Fachlexika zur Philosophie.
Die erste Auflage der EoP erschien 1967 in acht Bänden bei Macmillan und wurde von Paul Edwards herausgegeben; ein inhaltlich unveränderter Neudruck erschien 1972 in vier (Doppel-)Bänden.
Die zweite, großteils neu bearbeitete Auflage erschien 2006 in zehn Bänden, herausgegeben von Donald M. Borchert bei Thomson Gale mit ISBN 0-02-865780-2. Die Bände 1–9 enthalten Überblicksartikel in alphabetischer Sortierung, Band 10 ergänzt oder aktualisiert einige Artikel und gibt eine thematische Übersicht, Bibliographien und einen umfänglichen Index. Diese Auflage erschien auch in elektronischer Form mit ISBN 0-02-866072-2.
Die EoP zählt neben der Routledge Encyclopedia of Philosophy zu den wichtigsten Nachschlagewerken englischer Sprache zur Philosophie im Allgemeinen.
Paul Edwards, der die Neubearbeitung der Enzyklopädie nach vier Jahrzehnten noch erlebte, kommentierte gegenüber Peter Singer deren Änderungen gegenüber der Erstauflage mit Bedauern: „Die ursprüngliche Stringenz sei verwässert und die Offenheit für postmoderne Ideen zu groß.“